# Kumari Radha
Kumari Radha (hindi/magahi:कुमारी राधा, Bihar, 7 de septiembre de 1936-Patna, 21 de marzo de 2002) fue una escritora india.

## Biografía
Era la segunda de 5 hijos. Su madre se llamaba Indira Devi y su padre, Lakshmi Prashad, era médico.
Estudió en la Universidad Patna y trabajó en el departamento de empleo.

## Poemarios
- सरयू कछारों की हिरनी, 1960
- गुलमोहर का प्रश्न, 1992
- अधरतिया के बांसुरी, 1996
- शकुंतला, 2000